# James Scott (musicien)
Pour les articles homonymes, voir James Scott et Scott.
James Scott  (12 février 1885 – 30 août 1938), fut un compositeur afro-américain de ragtime. Il représente une figure importante du ragtime classique, au même titre que Scott Joplin et Joseph Lamb. Il composa 39 morceaux, dont une grande partie de "rags". Sa pièce la plus célèbre est le "Frog Legs Rag" de 1906. Scott travailla aussi pendant de nombreuses années pour le cinéma muet, jouant dans les théâtres en même temps que les films étaient projetés dans la salle.

## Biographie
James Sylvester Scott naquit en 1885 dans le sud-ouest l'état du Missouri. Il est le fils d'un ancien esclave originaire de Caroline du Nord (James Scott) et de sa jeune épouse native du Texas (Mollie Scott Thomas). Il eut 6 frères et sœurs. Scott montra un fort talent musical à un âge assez précoce. C'est sa mère qui lui donne l'enseignement de base du piano, mais c'est John Coleman, un pianiste de salon respecté, qui lui apprend la théorie musicale en lui donnant des cours privés à Neosho. Un sens inné de l'harmonie contribua à accélérer sa formation et sa compréhension de la musique. La famille ne possédait pas de piano, ce qui compliquaient les choses pour James. Ainsi il dut utiliser le piano de son école, et parfois ceux de ses voisins.
Autour de 1899, la famille déménage au Kansas, à Ottawa. Quand elle revint à Neosho en 1901, le seul instrument que Scott avait à sa disposition était un harmonium bon marché. Quelques mois plus tard, il arrive à se procurer un véritable piano pour lui et sa famille. La plupart des enfants de la famille Scott avaient certains dons musicaux grâce à leur mère, cependant aucun, à part James, ne poursuivit une carrière musicale. James Scott parvint à comprendre le solfège et s’exerça à la création instrumentale. Début 1902, il quitte la famille et part vivre à Carthage, toujours dans le Missouri. Ses proches restent à Neosho.
Son premier emploi fut cireur de chaussures chez un barbier noir de Carthage. James avait alors 17 ans. C'est à ce moment qu'il donna sa première représentation musicale, au "Lakeside Amusement Park" jouant piano et orgue à vapeur avec d'autres musiciens de la région du Missouri. C'est en 1903 qu'il fait publier ses deux premières compositions, "A Summer Breeze" et "The Fascinator". Toutes deux sont marquées par le style ragtime. Il faut dire qu'à ce moment-là, le genre est présent partout dans la scène musicale américaine, avec notamment le tube de Scott Joplin, "The Entertainer" dont les ventes de partition sont énormes pour l'époque. À partir de 1904, il travaille dans le magasin "Dumars Music Store" en faisant le travail de nettoyage et d'inventaire. Le propriétaire, M. Dumars, remarque très vite les talents pianistiques de James Scott, et ses performances dans l'enceinte lui font gagner en popularité. Cela lui permet de vendre de plus en plus de ses partitions déjà publiées. Dumars favorise la publication de ses œuvres, en aidant parfois à les coécrire.
Grâce au succès de "On the Pike" (paru en 1904), il se fait un nom jusqu'à la ville de Saint-Louis. En l'été 1904, James est invité à jouer en concert avec Blind Boone, célèbre pianiste noir et aveugle de naissance, mais qui pouvait jouer à peu près tout ce qu'il voulait à l'oreille. Scott impressionne Blind Boone lui-même, et le public. Sa réputation grandit et le concert qu'il donna lui fait donner le surnom de "Mozart local", en référence à sa performance et ses compétences de composition. Il devint ainsi une sorte d'attraction dans la région de Carthage, alors que l'état du Missouri était soumis aux lois de ségrégation. Cela permit de faire accepter et écouter les musiciens noirs par tous. Scott jouait alors beaucoup de calliope (orgue à vapeur). Il lui dédia d'ailleurs le "Calliope Rag", en 1906.
C'est cette année-là qu'il rencontre Scott Joplin à Saint-Louis, musicien reconnu dans tout le pays. Impressionné par son jeu et ses compositions, Joplin aide à faire publier le "Frog Legs Rag" de James, qui fut un succès immense. Il semble que les deux hommes ne se soient rencontrés qu'une ou deux fois, car Scott Joplin déménage pour New York dès 1907. Quoi qu'il en soit, cette rencontre avec lui aida James à poursuivre dans le ragtime durablement. Il commence à travailler pour la musique de cinéma muet, composant la bande sonore des films. Il acheta une maison à Carthage et épousa Nora Johnson, avec laquelle il n'eut jamais d'enfants.
En 1907, il visite Kansas City, dans le Kansas et lui dédie un de ses rags, le "Kansas City Rag".
James continua de publier rags et valses par la suite, avec du succès. Entretemps, sa mère Mollie, décède en 1908 d'une maladie du cœur. Son père se remariera avec Ella Lesper, native du Missouri. À cette époque, Scott joue souvent avec les musiciens de la région, se réunissant à chaque fois par petits groupes. Il arrête de travailler chez "Dumars Music Store" en 1914, pour ne se consacrer qu'à la scène et la composition et l'enseignement du piano dans tout le sud-ouest du Missouri.
Les pièces continuent ainsi d'être produites, année après année. Le Climax Rag de 1914 rencontre un franc succès, le dynamisme de ses morceaux plaît au public. Il publie aussi une remarquable valse à la même époque, The Suffragette, écrite pour saluer le courage de ces femmes qui voulaient obtenir le droit de vote qu'elles n'avaient toujours pas. La Première Guerre mondiale éclate alors, et il lui arrive de jouer pour les soldats qui s'apprêtent à partir pour le front en Europe, notamment à l'Armory. Vers la fin de 1917, James et sa femme Nora, déménagent pour vivre à Kansas City où il restera jusqu'à sa mort.
Scott mit un certain temps à s'adapter, à se faire une clientèle dans cette ville. Il se met alors à jouer une musique plus jazz qu'auparavant, pour répondre au besoin du public. Son "Don't Jazz Me (I'm Music)" de 1921 en témoigne. Il enseigne alors le piano, dans un studio qu'il a créé près de sa maison. James fait l'acquisition d'un piano à queue, dont il dit plus tard qu'il fut son bien le plus précieux à cette époque. Il jouait parfois dans les salles de cinéma même, accompagnant le film muet, par exemple au "Panama Théâtre". La complexité croissante de ses morceaux montre ses compétences pianistiques considérables. Néanmoins, le genre ragtime est passé de mode depuis l'apparition du jazz, et les efforts de James et de son producteur ne suffiront pas. Son dernier rag fut le "Broadway Rag" de 1922, morceau permettant de donner sa révérence au ragtime.
En 1924, James devient membre de l'Union des musiciens de Kansas City lui permettant de s'ouvrir à d'autres horizons artistiques. Il forme un groupe de sept musiciens locaux, et joue avec d'autres. Scott rencontrera le jeune Count Basie qui deviendra plus tard un célèbre pianiste de jazz. En 1930, son épouse Nora meurt à l'âge de 46 ans. Il continue de travailler pour le cinéma, mais les temps sont difficiles depuis de la grande crise de 1929 et le travail se fait rare. Sa santé devient précaire, mais il poursuit l'enseignement du piano pour subvenir à ses besoins.
Finalement, il succombe à une insuffisance rénale et à l'artériosclérose en 1938, à l'âge de 53 ans. Il est enterré aux côtés de sa femme, dans le cimetière de Kansas City. Sa tombe fut trouvée dans les années 1950, car elle était restée pendant longtemps anonyme. Une cérémonie eut lieu le 3 mai 1981 pour inaugurer une nouvelle pierre tombale. Le site est souvent visité par les fans de ragtime. On peut lire comme épitaphe sur sa tombe : "La Grâce et la Beauté de sa musique vivront toujours", en référence à son morceau de 1909 ; "Grace and Beauty".

## Sa musique, son style
Son style, à la fois dynamique et enjoué, avait la sympathie du public en son temps. Il laissa de nombreux "rags" et contribua grandement à la popularité du ragtime. Ses quelques valses sont également de toute beauté. À cause de sa petite taille (1,62 m) et de la vigueur de sa musique, il fut surnommé " Le petit professeur ". Scott Joplin lui-même fut conquis par ses mélodies syncopées au piano. Tout comme les autres "grands" du ragtime, il influencera le jazz. À commencer par Jelly Roll Morton qui sera le premier à effectuer la transition entre les deux genres.

## Liste des compositions

### RagsetValses

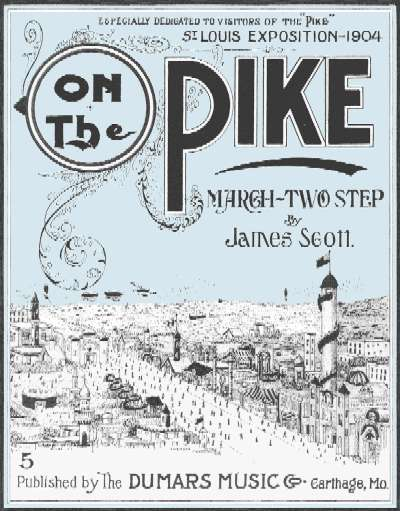
On The Pike, 1904

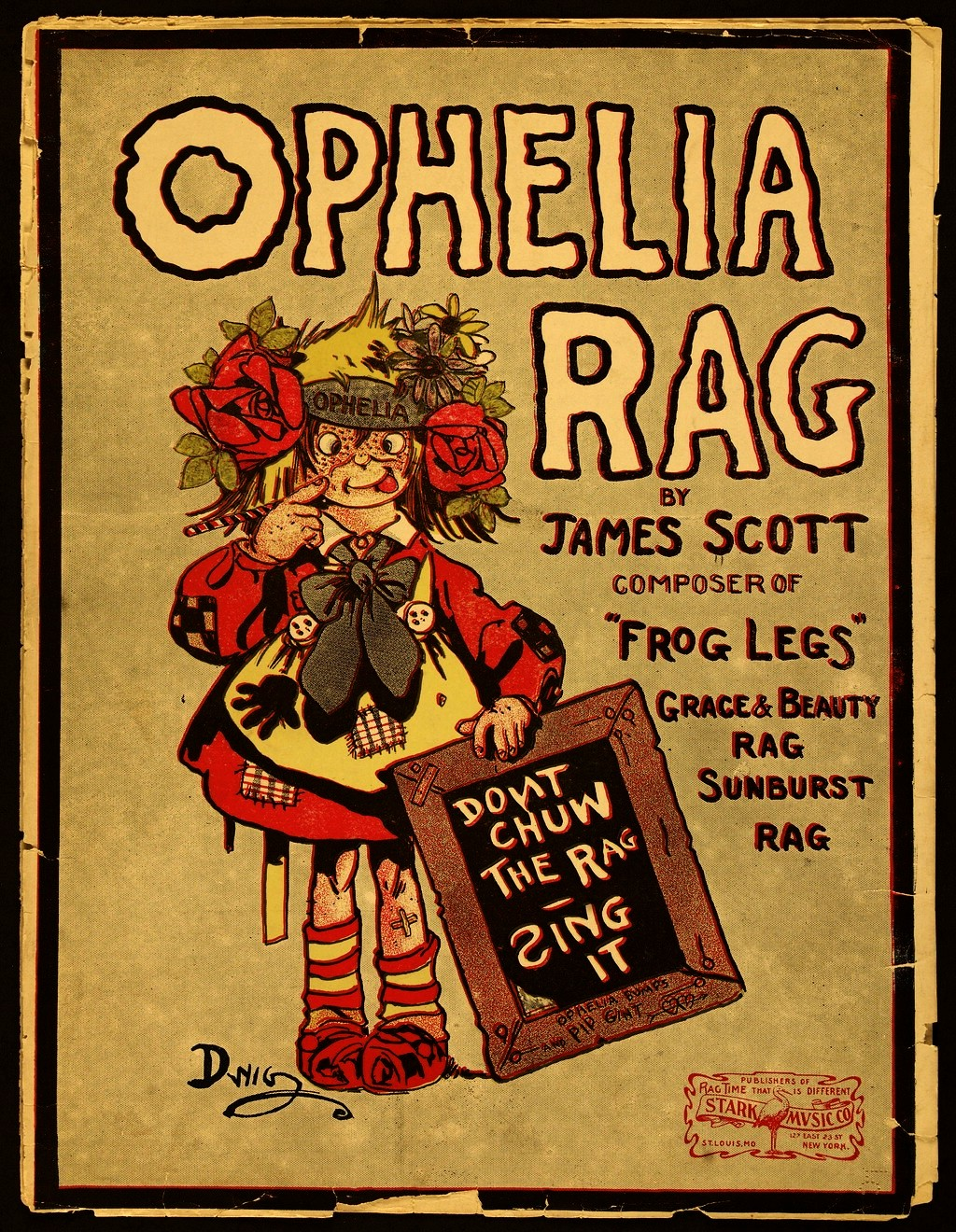
Ophelia Rag, 1910

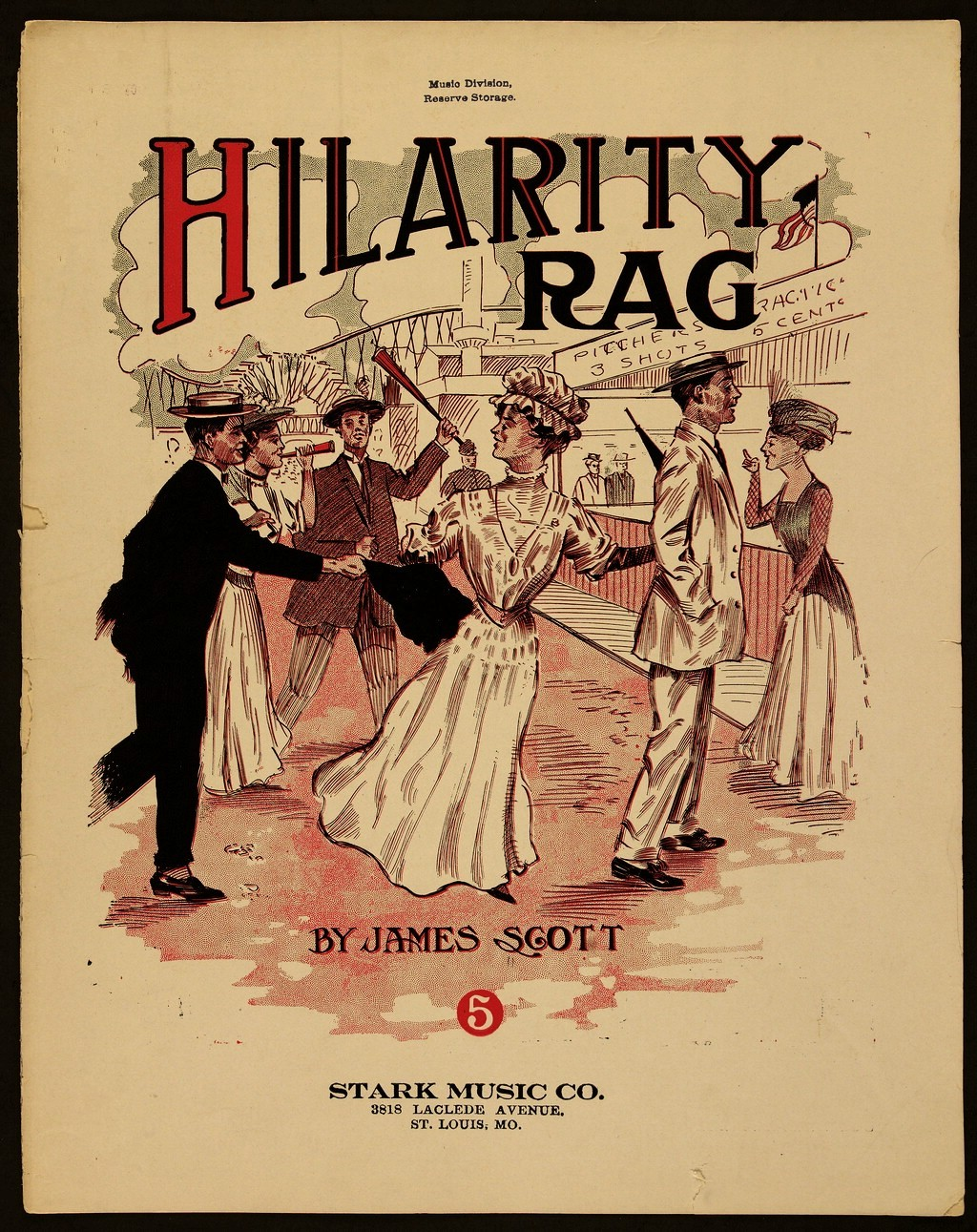
Hilarity Rag, 1910

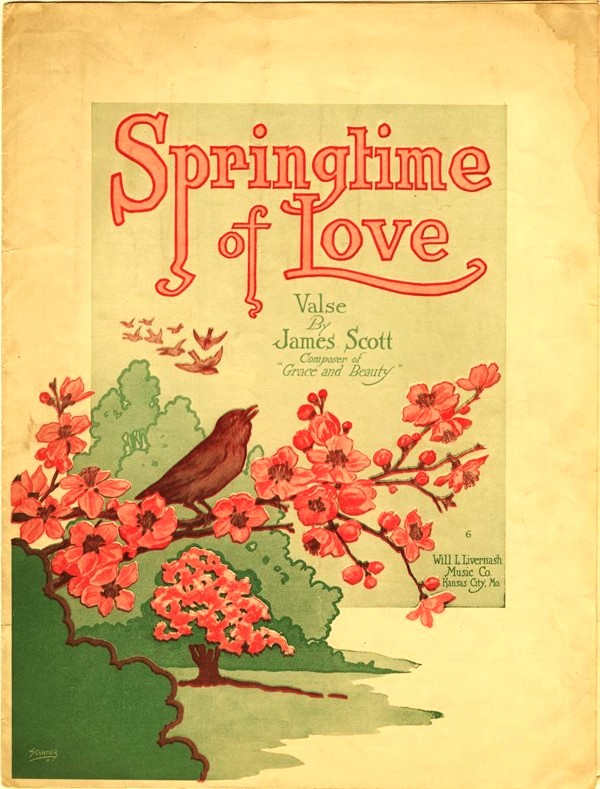
Springtime of Love, 1918

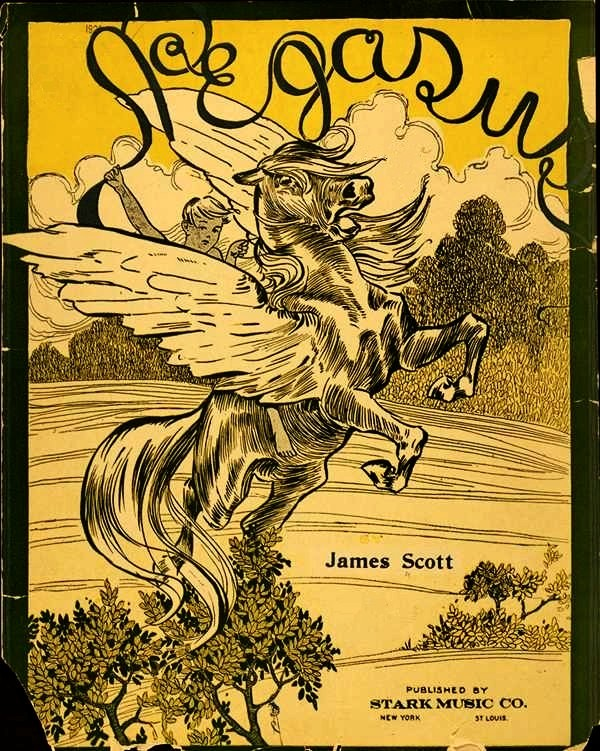
Pegasus, 1920

#### 1903
- A Summer Breeze - March Two Step
- The Fascinator - March and Two Step

#### 1904
- On The Pike - March Two Step

#### 1906
- Calliope Rag
- Frog Legs Rag

#### 1907
- Kansas City Rag

#### 1909
- Great Scott Rag
- Rag Time Betty
- Grace and Beauty - A Classy Rag
- Sunburst Rag
- Valse Venice

#### 1910
- Ophelia Rag
- Hilarity Rag
- Heart's Longing : Waltz

#### 1911
- Quality - A High Class Rag
- Ragtime Oriole
- Princess Rag

#### 1914
- Climax Rag
- The Suffragette - Waltz

#### 1915
- Evergreen Rag

#### 1916
- Prosperity Rag
- Honey Moon Rag

#### 1917
- Efficiency Rag
- Paramount Rag

#### 1918
- Rag Sentimental
- Dixie Dimples - Novelty Rag or Fox Trot
- Springtime Of Love - Waltz

#### 1919
- Troubadour Rag
- New Era Rag
- Peace And Plenty Rag

#### 1920
- Modesty Rag - A Classic
- Pegasus

#### 1921
- Don't Jazz Me (I'm Music)
- Victory Rag

#### 1922
- Broadway Rag

### Chansons

#### 1909
- She's My Girl from Anaconda
- Sweetheart Time

#### 1914
- Take Me Out to Lakeside

#### 1920
- The Shimmie Shake

## Pour approfondir